# Rostro (concepto social)
Rostro/Faz se refiere a un concepto sociológico en general vinculado a la dignidad y prestigio que posee una persona en cuanto a sus relaciones sociales. Esta idea con diversos matices se observa en numerosas sociedades y culturas tales como en la china, árabe, coreana, malaya, laosiana, india, japonesa, vietnamí y tailandesa.    
En la China en particular los conceptos de miànzi (面子) y  lian, desempeñan un rol sumamente importante en el entramado de la sociedad.

## China
En la cultura china "rostro" se refiere a dos conceptos distintos aunque vinculados en las relaciones sociales chinas.  Uno es mianzi (en chino simplificado y tradicional, 面子; pinyin, miànzi), y el otro es lian (en chino simplificado, 脸; en chino tradicional, 臉; pinyin, liǎn), los cuales son utilizados regularmente en el lenguaje cotidiano aunque no tanto en los escritos formales. 
Lian es la confianza de la sociedad en el carácter moral de una persona, mientras que mianzi representa la percepción social del prestigio de una persona. Es importante para una persona preservar  su rostro en las relaciones sociales chinas porque el rostro se traduce en poder e influencia y afecta su capital social. Una pérdida de lian puede dar lugar a una pérdida de confianza dentro de su  red social, mientras que una pérdida de mianzi es probable produzca una disminución de su autoridad.  Para ilustrar la diferencia, por ejemplo conversar sobre alguien que sustrajo dinero de una caja registradora puede causar una pérdida de lian aunque no de mianzi.  El interrumpir en forma repetida al jefe mientras él intenta explicar algo puede hacer que el jefe pierda mianzi pero no  lian.
Cuando intentan evitar un conflicto, por lo general los chinos evitarán hacer que la otra persona pierda mianzi para ello evitarán comentar en público hechos que puedan ponerlo incómodo.  Alternativamente, cuando buscan desafiar la autoridad y la posición de la otra persona dentro de una comunidad, a menudo los chinos intentarán reducir su lian o mianzi.  Un ejemplo de este comportamiento ocurrió durante las Protestas de la Plaza de Tian'anmen de 1989 cuando Wu'er Kaixi se mofó del primer ministro Li Peng por llegar tarde a una reunión con las personas que protestaban, produciendo como resultado una pérdida de mianzi de Li ya que quedó expuesto como alguien lento o que no era sincero respecto a la reunión planificada. 
Es importante observar que mentir no resulta en una pérdida de "rostro". Por ejemplo, si una aerolínea canceló un vuelo, ellos pueden mentir diciendo que el mismo se encuentra meramente demorado. Mientras que la incapacidad para llevar a cabo el viaje resultaría en una pérdida de "rostro", el mentir diciendo que se encuentra demorado no afectará su "rostro". [cita requerida]
Por lo tanto las "mentiras piadosas" son perfectamente aceptables, y hasta se las debe esperar como algo natural. 
En español se dice "salvar la cara" cuando se evita ser puesto en evidencia o humillado. Una persona que ha sido descubierta en un acto ilegal puede intentar "salvar la cara" diciendo que todo fue un error.  Igualmente en inglés se dice "to save face". 
Véase también  "vergüenza" en las culturas occidentales.